# Torrecid
Torrecid était une mota chrétienne située dans le district municipal de la ville aragonaise d'Ateca. Ateca est une commune d’Espagne, dans la province de Saragosse, communauté autonome d'Aragon comarque de Comunidad de Calatayud.

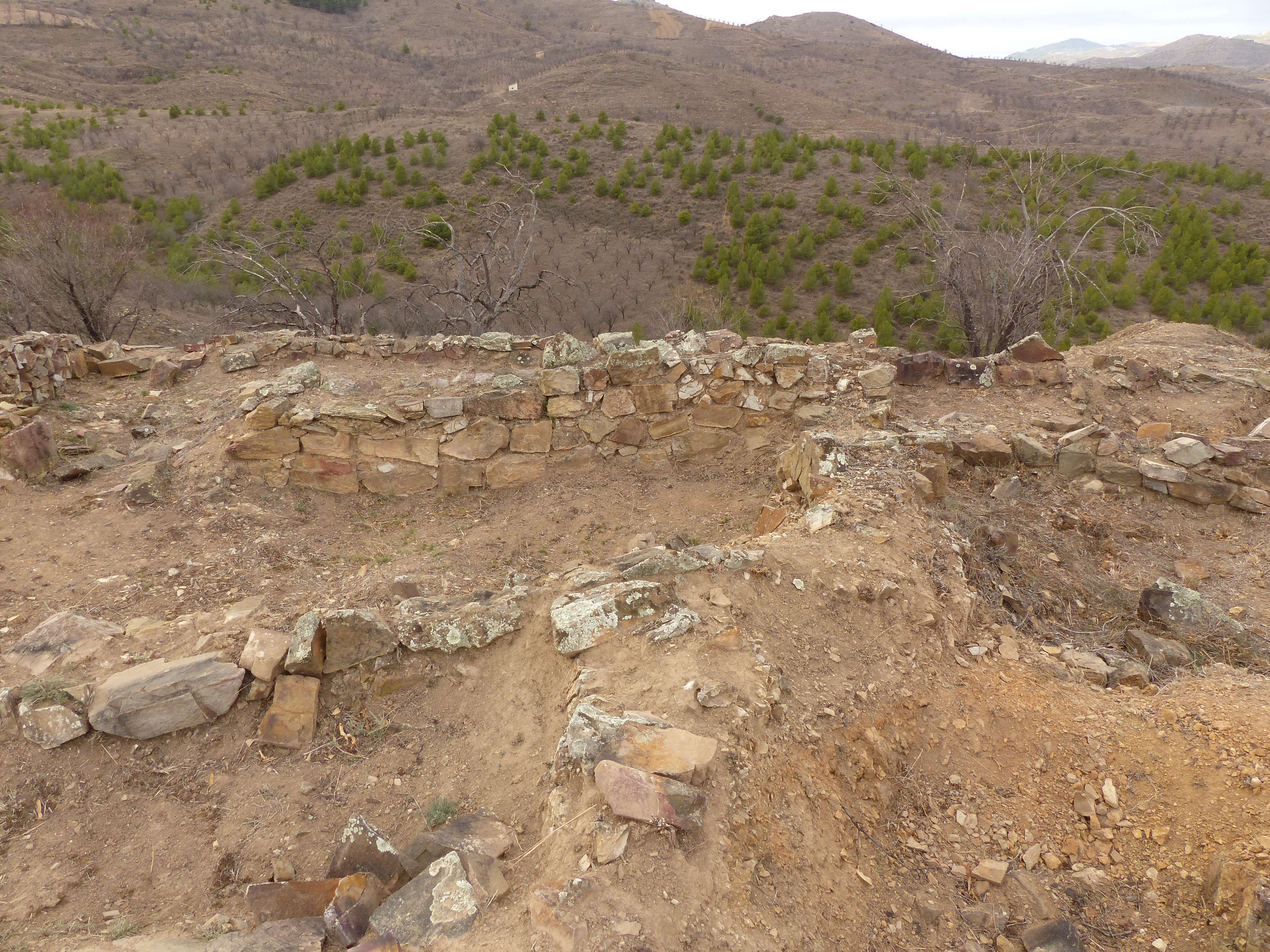
Restes des chambres à Torrecid

Elle est restée ensevelie pendant près de mille ans jusqu'à des fouilles archéologiques récentes. l'ont trouvé où décrit par l'auteur de Cantar de Mio Cid. À ce jour, le gouvernement d'Aragon ne l'a pas catalogué de sorte que sa protection est le générique indiqué dans le décret du 22 avril 1949 et la loi 16/1985 de protection du patrimoine historique espagnol.

## Description
Situé sur la rive droite de la rivière Jalón, c'est l'un des châteaux les plus importants dans le développement de Cantar de Mio Cid. Il est situé dans la zone, maintenant appelée Torrecil, en face de La Mora Encantada, où Alcocer était situé, séparé par le canal de la rivière Jalón et à environ deux mille mètres.3 Les faits décrits dans la chanson sont situés autour de l'année 1081.
L'otero où le Cid a campé pendant quinze semaines selon le chant, est le lieu appelé Cerro Torrecid ou Otero del Cid où se trouvent les ruines qui nous occupent et c'est un camp fortifié temporaire ou une moto, plutôt qu'un château à côté de celui qui installerait les tentes que le Cid prendrait car selon le chant, ils étaient accompagnés de trois cents chevaliers et trois cents pions qui n'avaient évidemment pas leur place à l'intérieur de cette petite fortification. De là, ils pouvaient regarder Alcocer, séparé seulement par la rivière Jalón.

## Aujourd'hui
Il n'y a presque plus de restes de la fortification qui fut construite en peu de temps par les hommes du Cid, mais seulement quelques murs de maçonnerie avec une boue d'à peine un demi-mètre de hauteur qui permet de voir la petite enceinte fortifiée, il avait une tour de guet d'environ dix mètres de hauteur, plaçant les tentes du camp autour du récito. Il a été possible de construire des plans de sept pièces et de nombreux restes de céramiques du XIe siècle ont été trouvés. De Torrecid vous pouvez voir clairement les restes de l'Alcocer, la ville de Terrer et la ville d'Ateca qui à l'époque payé des parias.

## Protection juridique
Il est protégé dans la déclaration générique d'Intérêt Culturel de tous les châteaux d'Espagne par le Décret du 22 avril 1949 et la Loi 16/1985 de protection du patrimoine historique espagnol.

## Source
- (es) Cet article est partiellement ou en totalité issu de l’article de Wikipédia en espagnol intitulé « Torrecid » (voir la liste des auteurs).
- Torrecid dans le Chemin du Cid